# Кандо (река)
Кандо (яп. 神戸川 кандогава) — река в Японии на острове Хонсю. Протекает по территории префектуры Симане через город Идзумо, впадает в Японское море. Длина реки составляет 82,4 км, площадь бассейна около 471 км². Кандо считается частью речной системы первого класса реки Хии.
Исток реки находится под горой Менгаме (女亀山, высотой 830,3 м), на территории посёлка Иинан. Кандо течёт на север, по пути в неё впадают притоки Томбара (頓原川), Иса (伊佐川), Хата (波多川) и прочие. Далее река выходит на равнину Идзумо и протекает через район Камиэнъя города Идзумо, где от неё отходит канал, соединяющий её с рекой Хии. В Идзумо в Кандо впадает Синнайто (新内藤川), после чего она впадает в залив Тайся (大社湾) Японского моря.
В 1990-е годы начались работы по созданию системы для борьбы с наводнениями на реке Хии, включающие строительство канала Хиикава-Кандогава. Сегодня из-за соединяющего их канала Кандо считается частью речной системы Хии. В 2014 году канал для отвода воды из реки в случае наводнения, законченный в 2013 году, получил награду Японского общества гражданских инженеров. Другим элементом системы является плотина Сицуми на Кандо.

Бассейн рек Хии (обозначена тёмно-синим) и Кандо, включая подбассейны. Звёздочками отмечены крупные города

## История
Во время максимума последнего оледенения полуостров Симане был соединён с Хонсю. На месте нынешней равнины Идзумо протекала древняя река Синдзи. Около 11 тыс. лет назад, со смягчением климата и уменьшением ледяного покрова, море начало проникать в низменность между полуостровом Симане и горами Тюгоку. С наступлением температурного максимума голоцена, в ранний период Дзёмон (около 2000 г. до н. э.), уровень моря достиг наивысшей отметки и, вероятно, почти полностью отрезал полуостров Симане от большой земли. В то время Кандо впадала в большой залив Синдзи, находившийся на месте нынешнего озера Синдзи и равнины Идзумо.
Позже уровень моря вновь стал опускаться. Параллельно этому, наносы Кандо, Хии и других рек накапливались в мелеющем заливе и отрезали его от моря. Возможно, решающим фактором стали пирокластические потоки, образовавшиеся в результате извержения вулкана Осамбесан около 1600 г. до н. э., после чего полуостров Симане соединился с Хонсю. С того момента Кандо и Хии впадали в лагуну Кандоно-мидзууми и постепенно заносили её отложениями. Сегодня от неё осталось лишь небольшое озеро Дзиндзай, соединённое протокой с морем протокой.